# 城守尉
城守尉（转写：hoton-i da），清代武職職官名稱，屬於駐防八旗高階将領，品秩正三品。

## 職能
清朝駐防八旗的專城將領，於不設駐防將軍、都統、副都統但有八旗駐防的重要府、州城鎮設置城守尉。掌理駐防城的防緝、出征、八旗兵丁戶籍、操練等政務，旗務上仍隸於京旗。在駐防地如設有將軍、副都統者，由將軍、副都統兼轄節制；未設將軍、副都統者，由該省巡撫節制。城守尉下設佐領、防禦、驍騎校等官。

## 設置

### 盛京
隸屬盛京將軍：
- 盛京城守尉4員。
- 興京城守尉1員（康熙二十六年置，光緒三年改設興京副都統）。
- 鳳凰城守尉1員（康熙二十六年置）。
- 遼陽城守尉1員（康熙二十六年置）。
- 開原城守尉1員（康熙二十一年置）。
- 寧遠城守尉1員（康熙二十一年置）。
- 義州城守尉1員（康熙十四年置）。
- 蓋州城守尉1員（乾隆三十七年置）。
- 復州城守尉1員（康熙二十六年置）。
- 岫巖城守尉1員（康熙二十六年置）。
- 金州城守尉1員（康熙二十六年置，道光二十三年改置金州副都統）。
- 錦州城守尉1員（康熙十四年置，雍正五年改置錦州副都統）。
- 廣寧城守尉1員（光緒元年置）。
- 熊岳城守尉1員（康熙二十六年置，雍正五年改置熊岳副都統）。

### 黑龍江
隸屬黑龍江將軍：
- 墨爾根城守尉1員（康熙三十八年置，四十九年改設墨爾根副都統）。
- 呼蘭城守尉1員（雍正十二年置，光緒五年改設呼蘭副都統）。

### 甘肅省
隸屬涼州副都統：
- 莊浪城守尉1員（乾隆二十八年置）。

### 直隸省
隸屬稽察九處旗務大臣（稽察寶坻等處駐防大臣、稽察保定等處駐防大臣）：
- 鄭家莊城守尉1員（雍正元年置、乾隆二十八年裁）。
- 保定城守尉1員（順治六年置）。
- 滄州城守尉1員（順治五年置）。

### 山東省
隸屬青州副都統：
- 德州城守尉1員（順治十一年置）。

### 山西省
隸屬山西巡撫：
- 太原城守尉1員（順治六年置）。

隸屬綏遠城將軍：
- 右衛城守尉1員（乾隆三十三年置）。

### 河南省
隸屬河南巡撫：
- 開封城守尉1員（康熙五十七年置）。

### 陝西省
隸屬西安將軍：
- 潼關城守尉1員（雍正年間置）。

### 新疆省
隸屬伊犁將軍：
- 古城城守尉1員（光緒十一年置）。